# One Shell Plaza

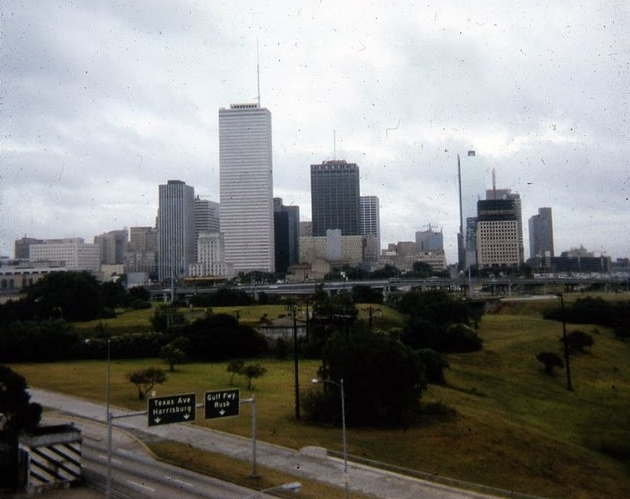
Skyline Houstons 1971, kurz nach der Fertigstellung des Gebäudes

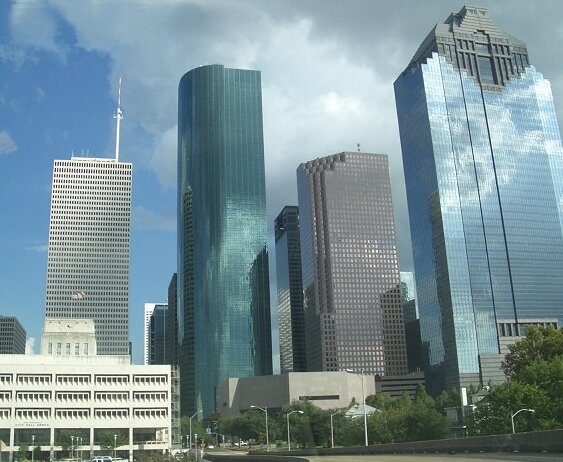
One Shell Plaza links, daneben Wells Fargo Plaza

Der One Shell Plaza ist ein Wolkenkratzer in der US-amerikanischen Großstadt Houston im Bundesstaat Texas. Das Gebäude befindet sich an der 910 Louisiana Street.
Mit einer Höhe von 218 Metern ist der Turm das 10-höchste Gebäude in Houston. Jedoch kommt diese offizielle Höhe nur durch die Höhe der Dachkante zustande. Misst man die Dachantenne mit (die offiziell kein Teil der Gebäudearchitektur ist) erreicht das Hochhaus eine Höhe von 302 Metern und wäre damit das dritthöchste Gebäude der Stadt, nur um wenige Meter niedriger als der JPMorgan Chase Tower und sogar nur rund einen halben Meter als der Wells Fargo Plaza. One Shell Plaza verfügt über 50 Stockwerke mit Büroräumen, die mit 22 Aufzügen, die im Kern des Gebäudes verkehren erreichbar sind. Das mit einem rechteckigen Grundriss ausgestattete Gebäude wurde von dem bekannten Architekturbüro Skidmore, Owings and Merrill entworfen. Die Bauarbeiten wurden im Jahr 1969 begonnen und 1971 abgeschlossen. Zur Zeit der Fertigstellung war das Hochhaus das höchste der Stadt.